# Logan Thomas
Logan Lamont Thomas (geboren am 1. Juli 1991 in Lynchburg, Virginia) ist ein US-amerikanischer American-Football-Spieler. Er spielte College Football als Quarterback für Virginia Tech. Im NFL Draft 2014 wurde Thomas in der vierten Runde von den Arizona Cardinals ausgewählt. In der Saison 2016 wechselte er auf die Position des Tight Ends. Von 2020 bis 2023 spielte Thomas für die Washington Commanders. Zuletzt stand Thomas bei den San Francisco 49ers unter Vertrag.

## College
Thomas besuchte die Brookville High School in seiner Heimatstadt Lynchburg, Virginia. Dort spielte er Football auf mehreren Positionen und konnte vor allem als Quarterback überzeugen. Er nahm am U.S. Army All-American Bowl 2009 teil, mehrere Colleges zeigten daran Interesse, ihn als Quarterback oder als Tight End einzusetzen. Ab 2009 ging er auf die Virginia Polytechnic Institute and State University, um für die Virginia Tech Hokies zu spielen. Ursprünglich war er dort als Tight End vorgesehen. Nach einem Redshirt-Jahr und einem Jahr als Backup von Tyrod Taylor übernahm Thomas 2011 die Position als Starting Quarterback der Hokies. In seiner ersten Saison als Quarterback warf er Pässe für über 3000 Yards bei 19 Touchdowns und 10 Interceptions, zudem erlief er 469 Yards und elf Touchdowns. Zeitweise galt er als eines der vielversprechendsten Talente für die NFL, allerdings konnte er in den folgenden beiden Jahren nicht an seine Leistung aus der Saison 2011 anknüpfen. Mit 10.267 Yards Raumgewinn im Passspiel, 53 Touchdownpässen und 690 vollständigen Pässen stellte Thomas jeweils Rekorde an seinem College auf.

## NFL
Thomas wurde im NFL Draft 2014 in der vierten Runde an 120. Stelle von den Arizona Cardinals ausgewählt. Damit war er der sechste Quarterback, der in diesem Draft ausgewählt worden war. Bei den Cardinals war er der dritte Quarterback hinter Carson Palmer und Drew Stanton. In der Preseason blieb Thomas glanzlos. Er warf 40 Pässe, von denen 22 vollständig waren. Dabei erzielte er 207 Yards Raumgewinn und einen Touchdown bei zwei Interceptions. Nachdem Palmer am 5. Spieltag gegen die Denver Broncos verletzungsbedingt fehlte und Stanton das Feld wegen des Verdachts auf eine Gehirnerschütterung hatte verlassen müssen, kam Thomas ab dem dritten Viertel zum Einsatz. Er brachte nur einen von acht Pässen an, sein einziger vollständiger Pass war allerdings ein Touchdownpass für 81 Yards Raumgewinn auf Runningback Andre Ellington.
Vor Beginn der Saison 2015 wurde Thomas im Rahmen der Kaderverkleinerung auf 53 Spieler für die Regular Season von den Cardinals entlassen und anschließend über die Waiver-Liste von den Miami Dolphins unter Vertrag genommen. Bei den Dolphins kam er nicht zum Einsatz und stand überwiegend im Practice Squad, am 16. Juni 2016 trennte sich das Franchise von Thomas. Wiederum wurde Thomas über die Waiver-Liste verpflichtet, dieses Mal von den New York Giants. Auch bei den Giants kam Thomas nicht zum Einsatz, er stand im Practice Squad und wurde am 22. November wieder entlassen. Daraufhin nahmen die Detroit Lions Thomas als Tight End in ihren Practice Squad auf. Einen Tag darauf nahmen die Buffalo Bills ihn in ihren 53-Mann-Kader auf, ebenfalls als Tight End.
In Buffalo fing Thomas in den Spielzeiten 2017 und 2018 insgesamt 19 Pässe für 144 Yards und einen Touchdown. Zur Saison 2019 schloss er sich den Detroit Lions an. Bei den Lions konnte Thomas 16 Pässe für 173 Yards fangen, er erzielte einen Touchdown.
Im März 2020 unterschrieb Thomas einen Zweijahresvertrag über 6,15 Millionen Dollar beim Washington Football Team, das zu diesem Zeitpunkt noch unter dem Namen Washington Redskins firmierte. Beim Football Team wurde er zu dessen wichtigstem Tight End und fing 72 Pässe für 670 Yards und sechs Touchdowns. Ende Juli 2021 verlängerte Thomas seinen Vertrag in Washington für 24 Millionen Dollar um drei Jahre. In der Saison 2021 kam er verletzungsbedingt nur in sechs Spielen zum Einsatz und fing 18 Pässe für 196 Yards und drei Touchdowns. Am 2. Februar 2022 änderte das Football Team seinen Namen zu Washington Commanders. Nachdem Thomas die Saison 2021 mit einem Kreuzbandriss hatte vorzeitig beenden müssen, war er rechtzeitig zum Start der Saison 2022 wieder einsatzbereit, konnte allerdings nicht an seine Form aus der Saison 2020 anknüpfen. Er fing 39 Pässe für 323 Yards und einen Touchdown, drei Spiele verpasste er aufgrund einer Wadenverletzung. Insgesamt absolvierte Thomas 52 Spiele für Washington, davon 49 als Starter. Nach der Saison 2023 wurde er am 1. März 2024 entlassen.
Im Juni 2024 nahmen die San Francisco 49ers Thomas unter Vertrag. Er wurde allerdings noch im August 2024 entlassen.

### NFL-Statistiken
| 2014                               | Arizona Cardinals        | 2  | 0  | 1–9  | 11,1  | 81  | 1 | 0 | 101,6 | –   | –    | –    | –  | –  |
| 2017                               | Buffalo Bills            | 12 | 2  | –    | –     | –   | – | – | –     | 7   | 67   | 9,6  | 22 | 1  |
| 2018                               | Buffalo Bills            | 12 | 3  | 1–1  | 100,0 | 15  | 0 | 0 | 118,7 | 12  | 77   | 6,4  | 24 | 0  |
| 2019                               | Detroit Lions            | 16 | 3  | –    | –     | –   | – | – | –     | 16  | 173  | 10,8 | 17 | 1  |
| 2020                               | Washington Football Team | 16 | 15 | 1–1  | 100,0 | 28  | 0 | 0 | 118,7 | 72  | 670  | 9,3  | 30 | 6  |
| 2021                               | Washington Football Team | 6  | 6  | –    | –     | –   | – | – | –     | 18  | 196  | 10,9 | 35 | 3  |
| 2022                               | Washington Commanders    | 14 | 13 | –    | –     | –   | – | – | –     | 39  | 323  | 8,3  | 27 | 1  |
| 2023                               | Washington Commanders    | 16 | 15 | –    | –     | –   | – | – | –     | 55  | 496  | 9,0  | 29 | 4  |
| Total                              | Total                    | 94 | 57 | 3–11 | 27,3  | 124 | 1 | 0 | 104,4 | 219 | 2002 | 9,1  | 35 | 16 |
| Quelle: pro-football-reference.com |                          |    |    |      |       |     |   |   |       |     |      |      |    |    |